# Armées jusqu'aux dents
Pour plus de détails, voir Fiche technique et Distribution.
Armées jusqu'aux dents (Ticked-Off Trannies with Knives) est un thriller américain réalisé en 2010 par Israel Luna et se déroulant dans la sphère transgenre.

## Synopsis
Bubbles Cliquot est une actrice trans se produisant dans un cabaret. Un soir elle arrive en retard au spectacle après s'être fait agresser par un inconnu. Ses collègues la consolent comme elles peuvent. Deux d'entre-elles se font draguer par des clients du cabaret, mais ceux-ci annoncent qu'un troisième larron les attend à la maison, le plan est donc boiteux et il faudrait une troisième "fille". Bubbles est sollicitée et après avoir hésité, accepte d'accompagner ses camarades. Arrivés chez les garçons le troisième larron se montre et se révèle être l'agresseur de Bubbles. Cette invitation était donc un piège. Les hommes massacrent les trois filles à coups de battes de baseball, mais Bubbles a eu le temps de lancer un appel au secours. Pinky et Rachel viennent au secours de leurs camarades, sur place elles constatent que deux des "filles" sont mortes, quant à Bubbles elle est dans le coma. Beaucoup plus tard, lorsque Bubbles est rétablie, les "filles" décident de se venger des garçons en organisant un traquenard, celui-ci a du mal à se mettre en place en raison d'un porte inopinément fermée, mais Pinky et Rachel entreront par la fenêtre et feront subir une mort lente et douloureuse aux trois assassins.[style à revoir]

## Fiche technique
- Titre original : Ticked-Off Trannies with Knives
- Titre français : Armées jusqu'aux dents
- Réalisateur : Israel Luna
- Scénariste : Israel Luna
- Photographie : Jamie Moreno
- Genre : Comédie, thriller
- Métrage : 90 minutes
- Date de sortie : 
  - États-Unis : 15 octobre 2010
- Pays de production :  États-Unis

## Distribution
- Krystal Summers :  Bubbles Cliquot
- Kelexis Davenport : Pinky La'Trimm
- Willam Belli : Rachel Slurr
- Erica Andrews : Emma Grashun
- Tom Zembrod : Boner
- Richard D. Curtin : Fergus
- Kenny Ochoa : Nacho
- Gerardo Davila : Chuey
- Todd Jenkins : Docteur Laccio
- Chaselyn Wade : L'infirmière Connie Lingus (crédité comme Chase Wade)
- Molly Spencer : La'Trice
- Melissa Timmerman : Marcy
- Souk Burrows : Flash
- Curt Wheeler : Squirt

## Autour du film
- Si la plupart des actrices sont transgenres ou Drag queen à l'instar de Kelexis Davenport et de Willam Belli, ce n'est pas le cas de l'actrice principale Kristal Summers qui est une ancienne actrice pornographique cisgenre.